# Paul Kieras
Paul Kieras (* 19. September 1918 in Bralin, Mittelschlesien; † 10. März 1997 in Sankt Augustin) war Oberkreisdirektor des Siegkreises und des daraus entstandenen Rhein-Sieg-Kreises.

## Jugend- und Kriegsjahre
Paul Kieras wuchs in Ohlau auf und machte hier 1937 sein Abitur. Die folgenden acht Jahre verbrachte er im Reichsarbeitsdienst und bei der Wehrmacht. Vor Kriegsende war er Oberleutnant und befehligte eine Batterie. Bereits 1945 wurde er aus amerikanischer Kriegsgefangenschaft entlassen.

## Politische Laufbahn
1946 nahm Paul Kieras das bereits im Krieg begonnene Studium der Rechts- und Staatswissenschaften wieder auf. Den Abschluss an der Universität Mainz bestand er im Referendarexamen und im Assessorexamen mit Prädikat.
Nach dem Studium betätigte sich Paul Kieras als Gerichtsassessor. 1952 wurde er im Kreis Schleiden Kreissyndikus, zwei Jahre später wurde er dort zum stellvertretenden Oberkreisdirektor gewählt. Am 2. Februar 1959 wurde Kieras Oberkreisdirektor im Siegkreis. Im daraus entstehenden Rhein-Sieg-Kreis wurde er 1970 und 1982 jeweils wiedergewählt. Zum 1. Oktober 1983 ging er in den Ruhestand, sein Nachfolger wurde Walter Kiwit.

## Ehrungen
Paul Kieras bekam am 5. November 1973 das Verdienstkreuz 1. Klasse, 1983 das Große Verdienstkreuz und am 16. März 1990 den Verdienstorden des Landes Nordrhein-Westfalen verliehen.

## Privatleben
1944 heiratete er Margit Littmeyer aus Bochum.

## Quelle
- Rainer Land zum Tode des früheren Oberkreisdirektors Paul Kieras (1918–1997): „Er hat dem Rhein-Sieg-Kreis sein Gepräge gegeben“, in: Jahrbuch des Rhein-Sieg-Kreises 1998, S. 88 ff., Rheinlandia Verlag Siegburg, ISBN 3-931509-38-9